# Ferdi de Gannes
Ferdi de Gannes (* 4. Oktober 1929 in San Fernando; † 23. März 2018 auf Antigua) war ein trinidadischer Radrennfahrer, der später für Antigua und Barbuda startete.
Ferdi de Gannes war das älteste von vier Kindern von Ferdinand und Elaine de Gannes. Er besuchte das renommierte St. Mary’s College in Port of Spain. Dort war er zunächst als Leichtathlet aktiv, bevor er durch Zufall bei einem Sportfest zum Radsport kam, als er mit einem geliehenen Rad ein Rennen gewann. 1948 wurde er Zweiter beim ersten Straßenrennen des Landes. 1949 initiierte er die Gründung der Trinidad and Tobago Cycling Federation (TTCF), die sich mit Unterstützung des prominenten Politikers Sir Hugh Wooding um die Mitgliedschaft im Weltradsportverband Union Cycliste Internationale (UCI) bewarb. In der Folge gab es Streitigkeiten mit der Amateur Athletic Association, die einen Alleinvertretungsanspruch geltend machte und von der Trinidad Leaseholds Ltd., einer Ölgesellschaft, kontrolliert wurde. Dadurch konnten de Gannes und seine Radsportkameraden bis zur endgültigen Aufnahme des Radsportverbandes in die UCI zwei Jahre lang nicht an offiziellen internationalen Wettbewerben teilnehmen. 1952 gründete er gemeinsam mit drei weiteren Radsportlern, darunter seinem Bruder Rolph sowie dem Olympiateilnehmer von 1948, Compton Gonsalves, den Madonna Wheelers Cycling Club, einen der ältesten Radsportvereine von Trinidad und Tobago. Rolph de Gannes gründete 1985 in Toronto einen weiteren Madonna Wheelers Cycling Club.
Ferdi de Gannes machte eine Ausbildung zum Piloten, arbeitete für verschiedene lokale Fluglinien und zog nach Antigua.
1983, im Alter von 54 Jahren, hatte Ferdi de Gannes sein Comeback als Radsportler, startete in der Folge bei mehreren Masters-Wettbewerben und gewann zahlreiche Medaillen. Bei den Masters World Games 1994 stellte er in der Altersklasse 60+ auf dem National Sports Center Velodrome in Blaine, Minnesota, einen Bahnrekord im 1000-Meter-Zeitfahren auf (1:26,129 min.). Bei den ersten UCI Track Cycling Masters World Championships 1995 im Manchester Velodrome war er mit 66 Jahren der älteste Teilnehmer.  Während seines Aufenthalts in England zerstörte der Hurrikan Luis sein Haus. 2005 erklärte er nach seiner Teilnahme an den World Masters Games in Edmonton und dem Gewinn von drei Bronzemedaillen seinen Rücktritt vom aktiven Radsport.
Viele Jahre lang war de Gannes Präsident der Antigua Cycling Association. 1998 wurde er für die Wahl zum „Sportler des Jahres“ von Antigua nominiert und 2001 in die „National Sports Honour Roll“ des antiguanischen Sportministeriums aufgenommen.
De Gannes lebte seit Ende der 1950er-Jahre auf Antigua. Er starb dort am 23. März 2018.